# Golden Geek Award
Golden Geek Award – nagroda przyznawana od 2006 roku przez serwis BoardGameGeek na podstawie głosów oddanych przez zarejestrowanych użytkowników. Od 2008 zwycięzcy w poszczególnych kategoriach wyłaniani są przy pomocy metody Schulzego.

## Zwycięzcy w poszczególnych kategoriach

### Lata 2006-2014
| Kategoria                        | 2006                  | 2007                                        | 2008                        | 2009                        | 2010                                | 2011                                    | 2012                                 | 2013                                            | 2014                                   |
| -------------------------------- | --------------------- | ------------------------------------------- | --------------------------- | --------------------------- | ----------------------------------- | --------------------------------------- | ------------------------------------ | ----------------------------------------------- | -------------------------------------- |
| Gra Roku                         | Caylus                | Shogun                                      | Agricola                    | Dominion                    | Hansa Teutonica                     | Dominant Species                        | Eclipse                              | Terra Mystica                                   | Splendor                               |
| Najlepsza Gra Strategiczna       | Caylus                | Shogun                                      | Agricola                    | Le Havre                    | Hansa Teutonica                     | Dominant Species                        | Eclipse                              | Terra Mystica                                   | Five Tribes                            |
| Najlepsza Gra Wojenna            | Zimna Wojna 1945–1989 | Combat Commander: Europe                    | Hannibal: Rome vs. Carthage | Combat Commander: Pacific   | Washington’s War                    | A Few Acres of Snow                     | Sekigahara: The Unification of Japan | 1775: Rebellion                                 | Fire in the Lake                       |
| Najlepsza Gra dla Dzieci         | Nacht Der Magier      | Zooloretto                                  | Chateau Roquefort           | Sorry! Sliders              | Forbidden Island                    | Animal Upon Animal: Balancing Bridge    | King of Tokyo                        | Forbidden Desert                                | Tales & Games: The Hare & the Tortoise |
| Najlepsza Gra 2-osobowa          | Twilight Struggle     | BattleLore oraz Commands & Colors: Ancients | Hannibal: Rome vs. Carthage | Space Hulk (trzecia edycja) | Washington’s War                    | A Few Acres of Snow                     | Android: Netrunner                   | Star Wars: X-Wing Miniatures Game               | Star Realms                            |
| Najlepsza Gra Familijna          | Ingenious             | Zooloretto                                  | Thebes                      | Pandemic                    | Tobago                              | 7 cudów świata                          | King of Tokyo                        | Love Letter                                     | Splendor                               |
| Najlepsza Gra Imprezowa          | Diamant               | Wits and Wagers                             | Say Anything                | Time's Up! Deluxe           | Telestrations                       | Dixit Odyssey                           | King of Tokyo                        | Love Letter                                     | Cash n' Guns 2nd Ed.                   |
| Najlepsza Gra Karciana           | -                     | Caylus Magna Carta                          | Race for the Galaxy         | Dominion                    | Innovation                          | 7 cudów świata                          | Android: Netrunner                   | Love Letter                                     | Star Realms                            |
| Najlepsza Grafika/Prezentacja    | -                     | BattleLore                                  | Jamaica                     | Space Hulk (trzecia edycja) | War of the Ring Collector’s Edition | Merchants & Marauders                   | Takenoko                             | Magia i Myszy                                   | Abyss                                  |
| Najlepsze Rozszerzenie           | -                     | -                                           | -                           | Pandemic: On The Brink      | Dominion: Prosperity                | Twilight Imperium: Shards of the Throne | Alien Frontiers: Factions            | Lords of Waterdeep: Scoundrels of Skullport     | 7 cudów świata: Babel                  |
| Najlepsza Gra Print & Play       | -                     | -                                           | -                           | Dune Express                | Zombie in My Pocket                 | The Thing                               | D-Day Dice: Free Trial Version       | Tiny Epic Kingdoms & Coin Age                   | ...and then we held hands...           |
| Najbardziej Innowacyjna Gra      | -                     | -                                           | -                           | Space Alert                 | Catacombs                           | A Few Acres of Snow                     | Risk: Legacy                         | Love Letter                                     | Dead of Winter: A Crossroads Game      |
| Najlepsza Gra Tematyczna         | -                     | -                                           | -                           | -                           | War of the Ring Collector’s Edition | Mansions of Madness                     | Mage Knight Board Game               | Robinson Crusoe: Adventure on the Cursed Island | Dead of Winter: A Crossroads Game      |
| Najlepsza Gra Abstrakcyjna       | -                     | -                                           | -                           | -                           | FITS                                | Paris Connection                        | Królestwo w budowie                  | Tash-Kalar: Arena of Legends                    | Patchwork                              |
| Najlepsza Gra Dla Jednego Gracza |                       |                                             |                             |                             |                                     |                                         |                                      |                                                 | Imperial Settlers                      |

### Lata 2015-2019
| Kategoria                        | 2015                                                                  | 2016                                                           | 2017                                                | 2018                                                    | 2019                                |
| -------------------------------- | --------------------------------------------------------------------- | -------------------------------------------------------------- | --------------------------------------------------- | ------------------------------------------------------- | ----------------------------------- |
| Gra Roku                         | Pandemic Legacy: Season 1                                             | Scythe                                                         | Gloomhaven                                          | Root                                                    | Wingspan                            |
| Najlepsza Gra Strategiczna       | Pandemic Legacy: Season 1                                             | Scythe                                                         | Gloomhaven                                          | Brass: Birmingham                                       | Wingspan                            |
| Najlepsza Gra Wojenna            | Churchill                                                             | Falling Sky: The Gallic Revolt Against Caesar                  | 878 Vikings: Invasions of England                   | Hannibal & Hamilcar                                     | Undaunted: Normandy                 |
| Najlepsza Gra 2-osobowa          | 7 Wonders Duel                                                        | Star Wars: Rebelia (Star Wars: Rebellion)                      | Tajniacy Duet (Codenames: Duet)                     | KeyForge: Zew Archontów (KeyForge: Call of the Archons) | Watergate                           |
| Najlepsza Gra Familijna          | Tajniacy (Codenames)                                                  | Tajniacy Obrazki (Codenames: Pictures)                         | Azul                                                | (Szarlatani z Pasikurowic) The Quacks of Quedlinburg    | Wingspan                            |
| Najlepsza Gra Imprezowa          | Tajniacy (Codenames)                                                  | Tajniacy Obrazki (Codenames: Pictures)                         | Warewords                                           | The Mind                                                | Wavelength                          |
| Najlepsza Gra Kooperacyjna       | -                                                                     | Mechs vs. Minions                                              | Gloomhaven                                          | The Mind                                                | The Crew: The Quest for Planet Nine |
| Najlepsza Gra Karciana           | 7 Wonders Duel                                                        | Arkham Horror: The Card Game                                   | Century: Korzenny Szlak (Century: Spice Road)       | The Mind                                                | Wingspan                            |
| Najlepsza Grafika/Prezentacja    | Mysterium                                                             | Scythe                                                         | Fotosynteza (Photosynthesis)                        | Root                                                    | Wingspan                            |
| Najlepsze Rozszerzenie           | Ticket to Ride Map Collection: Volume 5 United Kingdom & Pennsylvania | 7 cudów świata: Pojedynek - Panteon (7 Wonders Duel: Pantheon) | Scythe: Igrając z wiatrem (Scythe: The Wind Gambit) | Scythe: Fenris powstaje (Scythe: The Rise of Fenris)    | Wingspan: European Expansion        |
| Najlepsza Gra Dla Jednego Gracza | Tiny Epic Galaxies                                                    | Scythe                                                         | Gloomhaven                                          | That's Pretty Clever!                                   | Wingspan                            |
| Najlepsza Gra Print & Play       | Dune: The dice game                                                   | Star Trek: The Dice Game                                       | My Little Scythe                                    | Orchard: A 9 card solitaire game                        | TINYforming Mars                    |
| Najbardziej Innowacyjna Gra      | Pandemic Legacy: Season 1                                             | Captain Sonar                                                  | Gloomhaven                                          | Root                                                    | Wingspan                            |
| Najlepsza Gra Tematyczna         | Pandemic Legacy: Season 1                                             | Scythe                                                         | Gloomhaven                                          | Root                                                    | Dune                                |

### Lata 2020-2023
| Kategoria                        | 2020                         | 2021                                    | 2022                           | 2023                                     |
| -------------------------------- | ---------------------------- | --------------------------------------- | ------------------------------ | ---------------------------------------- |
| Gra Roku - łatwa                 | MicroMacro: Crime City       | Cascadia                                | Cat in the Box: Deluxe Edition | Thunder Road: Vendetta                   |
| Gra Roku - średniozaawansowana   | Lost Ruins of Arnak          | The Crew: Mission Deep Sea              | Heat: Pedal to the Metal       | Earth                                    |
| Gra Roku - zaawansowana          | Gloomhaven: Jaws of the Lion | Ark Nova                                | Carnegie                       | Hegemony: Lead Your Class to Victory     |
| Najlepsza Gra Karciana           | Dune: Imperium               | -                                       | -                              | -                                        |
| Najlepsza Gra 2-osobowa          | Undaunted: North Africa      | Radlands                                | Splendor Duel                  | Sky Team                                 |
| Najlepsza Gra Imprezowa          | -                            | So Clover!                              | Ready Set Bet                  | That's Not a Hat                         |
| Najlepsza Gra Kooperacyjna       | Gloomhaven: Jaws of the Lion | The Crew: Mission Deep Sea              | Return to Dark Tower           | Sky Team                                 |
| Najlepsza Gra Wojenna            | Imperial Struggle            | Undaunted: Reinforcements               | Undaunted: Stalingrad          | Undaunted: Battle of Britain             |
| Najbardziej Innowacyjna Gra      | MicroMacro: Crime City       | Oath                                    | Cat in the Box: Deluxe Edition | Hegemony: Lead Your Class to Victory     |
| Najlepsza Gra Tematyczna         | Gloomhaven: Jaws of the Lion | Sleeping Gods                           | Heat: Pedal to the Metal       | Hegemony: Lead Your Class to Victory     |
| Najlepsza Grafika/Prezentacja    | On Mars                      | Sleeping Gods                           | Flamecraft                     | The Castles of Burgundy: Special Edition |
| Najlepsze Rozszerzenie           | Wingspan: Oceania Expansion  | Lost Ruins of Arnak: Expedition Leaders | Dune: Imperium – Rise of Ix    | Ark Nova: Marine Worlds                  |
| Najlepsza Gra Dla Jednego Gracza | Under Falling Skies          | Final Girl                              | Turing Machine                 | Legacy of Yu                             |
| Najlepsza Gra Print & Play       | 7 Wonders Duel: Solo         | Gloomholdin'                            | Aquamarine                     | Waypoints                                |
| Najlepsza Gra "na zooma"         | Forgotten Waters             | -                                       | -                              | -                                        |